# Norwegian Encore
Le Norwegian Encore, est le 6e et dernier paquebot de classe Breakaway à être construit sur le chantier naval Meyer Werft, pour la flotte de Norwegian Cruise Line. Ses sister-ships sont le Norwegian Joy et le Norwegian Bliss. Le navire a quitté le chantier naval le 30 septembre et a été livré à Bremerhaven le 30 octobre 2019.